# دوریس (اسطوره)
دوریس (به یونانی: Δωρίς) در اساطیر یونانی، حوری دریا و یکی از اوکئانیدها، دختر  تیتان اوکئانوس و تتیس (که هر دو آن‌ها ایزدان دریا هستند) و همسر نرئوس، عموی ناتنی خود بود.
او از همسر خود صاحب پنجاه دختر زیبا که با نام نرئیدها شناخته می‌شوند، شد. دوریس همچنین خواهر بسیاری از حوری‌های نام‌دار دریایی از جمله آمفیتریت، کالوپسو، استوکس و توخه بود.